# Affaire Leuna

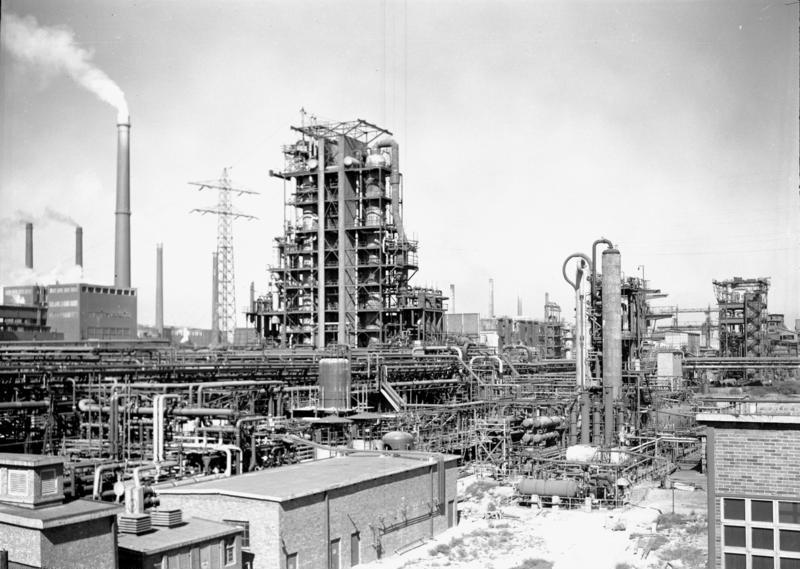
Les raffineries Leuna.

L’affaire Leuna est une affaire politico-financière franco-allemande liée au versement de pots-de-vin supposés, mais jamais formellement établis, à des partis politiques allemands par la société pétrolière Elf Aquitaine dans le cadre de la privatisation des raffineries Leuna et de MINOL Mineralölhandel AG, une filiale de l'ex-combinat est-allemand Minol, en 1990-91.

## Contexte

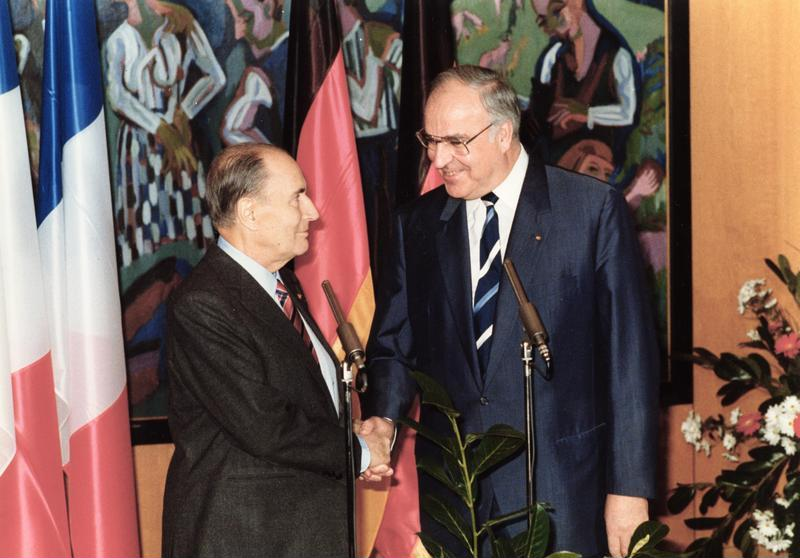
Le président français François Mitterrand et le chancelier allemand Helmut Kohl.

Juste après la Réunification, une institution ad hoc, la Treuhandanstalt, fut chargée de la privatisation du patrimoine industriel de la RDA. Les raffineries Leuna de Schwedt (Brandebourg), ainsi que le groupe pétrolier Minol, déjà très prospère au moment des négociations, étaient concernées par cette initiative. Le président français François Mitterrand et le chancelier Helmut Kohl avaient publiquement exprimé à plusieurs reprises leur souhait de voir ces deux sociétés passer aux mains du groupe français Elf Aquitaine : cette vente constituant un symbole de l'engagement de la France dans la reconstruction de l’économie est-allemande et stimulant la concurrence sur le marché allemand des hydrocarbures. 
La cession au groupe ELF eut lieu au cours de l'hiver 1990-91.
L'intérêt commercial d'Elf-Aquitaine n'était au début pas vraiment clair. Le site de Leuna (Saxe-Anhalt) était presque entièrement à reconstruire, avec des travaux estimés à plusieurs milliards de DM ; à cela s'ajoutait un passif à combler ; enfin, il n'y avait aucune perspective d'augmenter la capacité de raffinage du groupe : cette revente n'avait donc de sens que moyennant des promesses sérieuses de subvention. Il en allait tout autrement pour le courtier en hydrocarbures Minol : l'entreprise était leader sur son marché est-européen et elle était parfaitement rentable.
Les compagnies pétrolières BP et Tamoil, ainsi que la société koweïtienne Kuwait Petroleum Corporation, avaient elles aussi des intérêts dans Leuna et Minol. 
La raffinerie du complexe industriel de Leuna appartient désormais au groupe Total et raffine à elle seule 1/5 du pétrole brut destiné à l'Allemagne.[réf. souhaitée]

## L'affaire Elf et ses conséquences

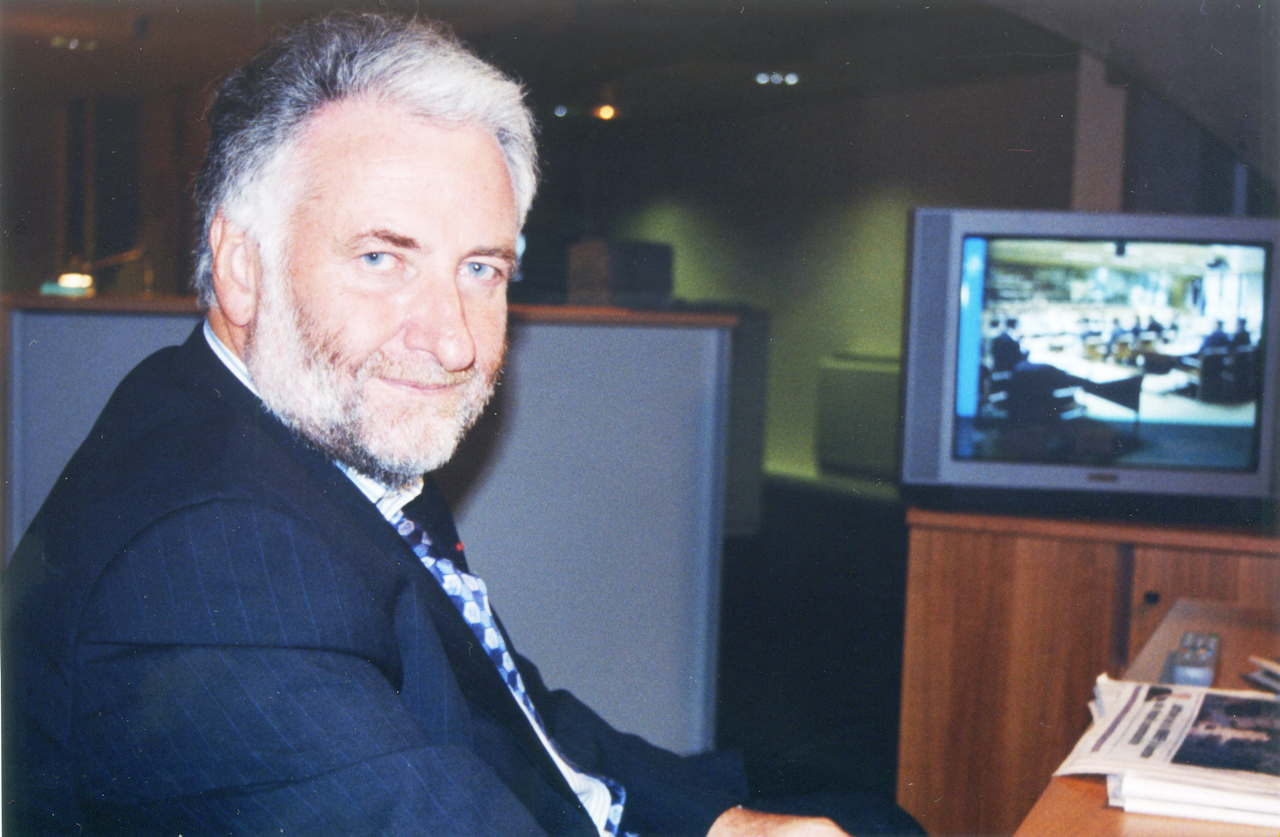
Le Floch-Prigent, ex-directeur-général d'Elf, en 1999.

Fin 1992, les caisses noires du groupe Elf versent une commission de 256 millions de francs à des intermédiaires allemands qui, selon deux journalistes de L'Express, financent l'aile bavaroise de la CDU, la CSU. Le maître d’œuvre de cette opération est un directeur commercial du groupe pétrolier français, Alfred Sirven. En fuite à partir de 1997, il sera interpellé aux îles Philippines quatre ans plus tard et condamné à cinq ans de détention fin 2003. Son comparse, l'ex-directeur d'Elf Aquitaine, Loïk Le Floch-Prigent, sera pour sa part condamné à trois ans d'emprisonnement. Ces deux hommes ont avoué que les sommes en question avaient servi à obtenir la vente à Elf des deux entreprises allemandes Leuna et Minol.

## Soupçons contre des hommes politiques en Allemagne

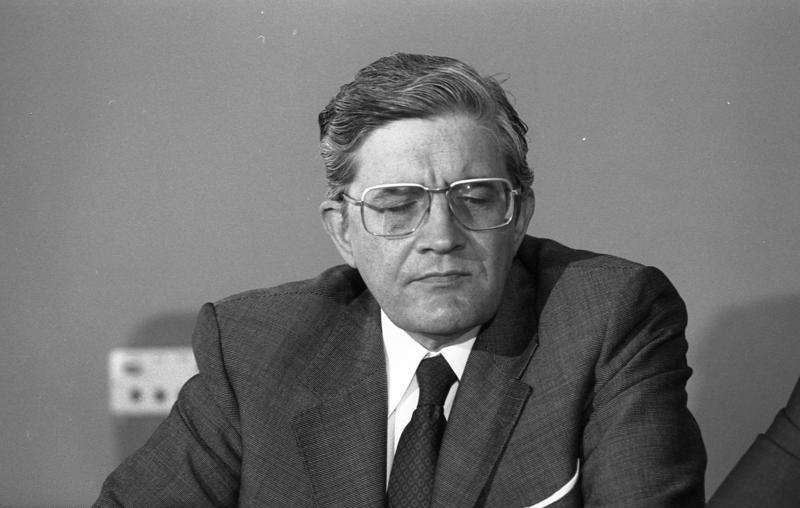
Le député allemand Hirsch, chargé d'enquêter sur d'éventuels pots-de-vin.

Tout au long du procès Elf, il fut question de manœuvres de corruption de personnalités politiques d'outre-Rhin. Avec le changement de majorité en 1998 en Allemagne, le nouveau gouvernement chargea le député Burkhard Hirsch d'enquêter sur l'éventuelle implication de Helmut Kohl dans la destruction de notes compromettantes juste avant la passation de pouvoir de 1998. Hirsch parvint en effet à établir (et à sa suite la Haute Cour Fédérale) que six classeurs de documents relatifs à la cession du groupe Leuna avaient disparu,.
On ne put établir la preuve de versement à des responsables politiques allemands. Malgré les demandes pressantes de l’opposition incitant la Cour criminelle fédérale à se saisir de l'affaire, toutes les poursuites de la justice allemande furent interrompues faute de preuves,.
Pour se justifier de la cession des deux sociétés est-allemandes, les membres du gouvernement Kohl continuèrent d'arguer de la faible rentabilité de Minol et de l'intention politique affichée de vendre au groupe ELF : s'y opposer aurait été un combat d'arrière-garde.

## L'enquête relancée en Allemagne
L'enquête du tribunal fédéral fut finalement relancée par les révélations de deux juges d'instruction françaises, Laurence Vichnievsky et Eva Joly, qui enquêtaient à Paris sur des blanchiments d'argent effectués par Elf-Aquitaine. Eva Joly et le juge genevois Paul Perraudin décidèrent de grouper leurs indices et de les transmettre aux autorités judiciaires allemandes.
Selon les révélations du juge genevois et de la juge d'instruction Eva Joly, la privatisation Leuna-Minol se serait déroulée ainsi : le lobbyiste Dieter Holzer et le secrétaire d'État Ludwig-Holger Pfahls (de) (parti CSU) auraient d'abord multiplié les transactions (légales) entre les comptes bancaires : ainsi selon le tribunal pénal de Genève, ils auraient transféré de 1987 à 1997 quelque 130 millions d'euros entre une société du Liechtenstein, des banques suisses et luxembourgeoises et des sociétés offshore basées à Antigua et au Panama. Le juge d'instruction genevois Paul Perraudin y voit un « montage économique absurde, qui renforce les soupçons de blanchiment » : les échanges de devises et la cession d'actifs à effet différé entre différents comptes bancaires sont en effet des manœuvres classiques de fraude. Ce jeu de « rétrocommissions » vise à brouiller les pistes, pour masquer le flux d'argent liquide et dissimuler la véritable identité du bénéficiaire.

## Dans la culture
En 2008, un journaliste TV allemand, Ulrich Wickert, a fait de l'affaire Leuna la toile de fond de son roman policier Der nützliche Freund.